# Nemesisters
| Críticas profissionais | Críticas profissionais |
| Avaliações da crítica  | Avaliações da crítica  |
| Fonte                  | Avaliação              |
| ---------------------- | ---------------------- |
| Allmusic               | [ 1 ]                  |
| Rolling Stone          | 4 de 5 estrelas.       |
| Entertainment Weekly   | (B)                    |

Nemesisters é o terceiro e último álbum de estúdio da banda americana de punk rock Babes in Toyland. Ele foi produzido por Tim Mac e lançado em 5 de maio de 1995 pela Reprise Records.

## Faixas
Todas as canções escritas e compostas por Kat Bjelland, exceto onde indicado.
1. "Hello" - 4:45
2. "Oh Yeah!" - 3:16
3. "Drivin'" - 3:17
4. "Sweet '69" - 4:05
5. "Surd" - 4:43
6. "22" - 3:15
7. "Ariel" - 4:24
8. "Killer on the Road" - 4:02
9. "Middle Man" - 4:46
10. "Memory" - 3:43
11. "S.F.W." - 3:59
12. "All by Myself" (Eric Carmen) - 4:37
13. "Deep Song" (George Cory/Douglas Cross) - 2:45
14. "We Are Family" (Nile Rodgers/Bernard Edwards) - 4:11

## Créditos
Babes in Toyland
- Kat Bjelland → vocal, guitarra e produção
- Lori Barbero → bateria e vocais de apoio
- Maureen Herman → baixo

## Desempenho nas tabelas musicais
| Ano  | Single        | Chart                     | Maior posição |
| ---- | ------------- | ------------------------- | ------------- |
| 1995 | "Sweet '69"   | Modern Rock Tracks        | 37            |
| 1995 | We Are Family | Hot Dance Music/Club Play | 22            |